# Óscar Díaz Asprilla
Óscar Díaz (Riofrío, Valle del Cauca, Colombia; 6 de junio de 1972) es un exfutbolista colombiano formado en la Escuela de Fútbol Carlos Sarmiento Lora. Jugaba como mediocampista. Díaz fue parte del equipo de fútbol de Colombia en la Copa FIFA Confederaciones 2003, donde jugó en el partido contra Japón. Además de ser el jugador con más partidos disputados en el Cortulua.

## Selección nacional
Ha sido internacional con la Selección de fútbol de Colombia entre 2001 y 2005. Donde participó en las Copas América de 2001 donde Colombia quedaría Campeón y la de 2004 donde llegaría a semifinales. Además de participar en la Copa Confederaciones 2003 donde juega solo un partido y sería convocado en algunos partidos de las Eliminatorias al Mundial de Alemania 2006

### Participaciones enCopas América
| Copa América           | Sede                   | Resultado              | PJ | GA | Asis |
| ---------------------- | ---------------------- | ---------------------- | -- | -- | ---- |
| Copa América 2001      | Colombia               | Campeón                | 1  | 0  | 0    |
| Copa América 2004      | Perú                   | Cuarto lugar           | 5  | 0  | 0    |
| Total en Copas América | Total en Copas América | Total en Copas América | 6  | 0  | 0    |

### Participaciones enCopa Confederaciones
| Copa Confederaciones      | Sede    | Resultado    | PJ | GA | Asis |
| ------------------------- | ------- | ------------ | -- | -- | ---- |
| Copa Confederaciones 2003 | Francia | Cuarto lugar | 1  | 0  | 0    |

### Participaciones enEliminatorias al Mundial
| Eliminatoria                           | Sede del Mundial | Posición      | Resultado | PJ | GA | Asis |
| -------------------------------------- | ---------------- | ------------- | --------- | -- | -- | ---- |
| Eliminatorias Mundial de Alemania 2006 | Alemania         | 6°lugar 24pts | Eliminado | 3  | 0  | 0    |

## Clubes
| Club              | País     | Año       |
| ----------------- | -------- | --------- |
| Once Caldas       | Colombia | 1994      |
| Deportivo Pereira | Colombia | 1994-1996 |
| Once Caldas       | Colombia | 1996-1997 |
| Cortuluá          | Colombia | 1997-2002 |
| Millonarios       | Colombia | 2002      |
| Deportivo Cali    | Colombia | 2003-2004 |
| Deportivo Quito   | Ecuador  | 2004-2005 |
| Deportivo Cali    | Colombia | 2005-2006 |
| Deportes Quindío  | Colombia | 2006      |
| Cortuluá          | Colombia | 2007      |
| Boyacá Chicó      | Colombia | 2007-2008 |
| Patriotas Boyacá  | Colombia | 2008      |
| Cortuluá          | Colombia | 2009-2010 |

## Palmarés

### Campeonatos nacionales
| Título              | Club           | País     | Año  |
| ------------------- | -------------- | -------- | ---- |
| Torneo Finalización | Deportivo Cali | Colombia | 2005 |
| Torneo Apertura     | Boyacá Chicó   | Colombia | 2008 |
| Primera B           | Cortuluá       | Colombia | 2009 |